# Christoph von Mickwitz
Christoph Friedrich Carl von Mickwitz (25 de mayo de 1850, Tartu - 25 de mayo de 1924, Tallin) fue poeta, educador, periodista y político estonio de origen alemán báltico.

## Biografía
Christoph von Mickwitz estudió lingüística en la Universidad de Tartu entre 1869 y 1877. Fue director de alemán en la Escuela de la catedral de Tallin
Tuvo participación en periódicos como editor y redactor jefe del periódico Revaler Zeitung (1878-1915) y periódico Revaler Bote (1918-1921). 
Von Mickwitz fue miembro del ayuntamiento de Tallin desde 1882, de 1905 a 1914 fue presidente del Partido Constitucional de Estonia y también cofundó el partido Balto-Alemán.